# Leptochilus nabataeus
Leptochilus nabataeus är en stekelart som beskrevs av Gusenleitner 1990. Leptochilus nabataeus ingår i släktet Leptochilus och familjen Eumenidae. Inga underarter finns listade i Catalogue of Life.